# Éva Dónusz
Éva Dónusz (29 settembre 1967) è un'ex canoista ungherese.
Ha vinto un titolo olimpico alle Olimpiadi di Barcellona 1992 nel K4 500 m, e un argento nel K2 500 m in coppia con Rita Kőbán.

## Palmarès
- Olimpiadi
  - Barcellona 1992: oro nel K4 500 m e bronzo nel K2 500 m.

- Mondiali
  - 1989: argento nel K2 500 m.
  - 1990: argento nel K2 500 m, K2 5000 m e K4 500 m.
  - 1991: argento nel K2 500 m e K4 500 m.
  - 1993: argento nel K2 5000 m e bronzo nel K4 500 m.
  - 1994: oro nel K4 200 m e argento nel K4 500 m.
  - 1995: bronzo nel K4 500 m.
  - 1998: bronzo nel K1 200 m.
  - 1999: bronzo nel K2 200 m.